# Johannes Matzen
Johannes Matzen (* 13. Februar 1925 in Markerupheide nahe Flensburg) ist ein ehemaliger deutscher Fußballspieler. In der höchsten Spielklasse des DDR-Fußballs, der Oberliga, spielte er für den SC Dynamo Berlin sowie dessen Vorläufer SG Deutsche Volkspolizei / Dynamo Dresden vor dem Umzug nach Ost-Berlin. Der Angreifer war zweifacher Fußballnationalspieler der DDR.

## Sportliche Laufbahn
Der erste Verein von Johannes Matzen war der Werkssportverein Reichsbahn-TSV 1888 in der nordwestbrandenburgischen Kleinstadt Wittenberge. Nach dem Zweiten Weltkrieg, in dem er in Kriegsgefangenschaft geriet, spielte Matzen noch bis 1949 bei der SG Wittenberge Süd. Anschließend ging er zur Sportgemeinschaft Volkspolizei Potsdam, bei der er auf seine späteren Nationalmannschaftskollegen Herbert Schoen und Günter Schröter traf. Gemeinsam mit ihnen wurde er im Sommer 1950 zusammen mit 40 anderen Spielern aus allen Volkspolizeigemeinschaften nach Forst zu einem Sichtungslehrgang für die künftige zentrale Sportgemeinschaft der Sportvereinigung Dynamo in Dresden eingeladen. Alle drei wurden in den Kader für die neue Mannschaft aufgenommen, die an Stelle der aufgelösten Sportgemeinschaft Dresden-Friedrichstadt mit Beginn der Meisterschaftssaison 1950/51 in der höchsten Spielklasse des DDR-Fußballs antrat.
Die SG Volkspolizei Dresden entwickelte sich schnell zu einer Spitzenelf, die im ersten Jahr ihres Bestehens bereits Platz 4 eroberte und ein Jahr später bereits DDR-Vizemeister wurde. Am 14. September 1952 konnte der erste Titelgewinn gefeiert werden. Beim 3:0-Sieg im Endspiel um den DDR-Pokal über Einheit Pankow brachte Linksaußen Matzen die Dresdner bereits in der 5. Minute in Führung. Eine Woche später stand Matzen in der DDR-Nationalmannschaft, die am 21. September 1952 ihr erstes offizielles Länderspiel bestritt. Die Begegnung gegen Polen ging mit 0:3 in Warschau verloren.
Die Saison 1952/53, in der im April 1953 der Namenswechsel zur SG Dynamo Dresden vorgenommen wurde, konnte nach einem 3:2-Sieg im Entscheidungsspiel gegen die BSG Wismut Aue mit dem Gewinn der DDR-Meisterschaft abgeschlossen. Herbert Matzen war in allen Meisterschaftsspielen eingesetzt worden und hatte neun der 54 Tore seiner Mannschaft erzielt. Auch in der folgenden Spielzeit gehörten die Dynamos zur Oberligaspitze und belegte 1954 den dritten Platz. Zu Beginn der Saison 1954/55 wurde er noch einmal in die Nationalmannschaft berufen und bestritt am 26. September 1954, es ging erneut gegen die Auswahl Polens, sein zweites und letztes Länderspiel. Auch diese Begegnung, diesmal in Rostock, ging verloren (0:1).
Im Herbst desselben Jahres gründete die zentrale Sportvereinigung Dynamo im Zuge der Sportclubbildung in der DDR den SC Dynamo Berlin. Wie bei den meisten anderen Sportclubs sollte auch in Berlin eine spielstarke Fußballmannschaft angegliedert werden. Da diese in Berlin nicht vorhanden war, entschloss sich die SV Dynamo, die Mannschaft von Dynamo Dresden nach Ost-Berlin umzusiedeln. Dies geschah mitten in der laufenden Meisterschaftsrunde, binnen einer Woche zogen die Dresdner Dynamos um und traten zum 12. Spieltag am 21. November 1954 als SC Dynamo Berlin an. Johannes Matzen hatte bis zu diesem Zeitpunkt 139 Oberligaspiele für Dresden absolviert.
Die Berliner Zeit bescherte ihm keine weiteren Erfolge. Die umgesiedelte Mannschaft erreichte am Saisonende 1955 nur den 7. Platz und musste ein Jahr später als Vorletzter sogar in die Zweitklassigkeit absteigen. Nach dem sofortigen Wiederaufstieg aus der I. Liga im Spieljahr 1957, zu dem er mit 13 Treffern in 26 Spielen beitrug, spielte Matzen noch eine Spielzeit in der Oberliga, dann nahm er nach einem komplizierten Schien- und Wadenbeinbruch 33-jährig Abschied vom Leistungsfußball. Für den SC Dynamo Berlin, aus dessen Fußballabteilung später der BFC Dynamo entstand, hatte er noch einmal 70 Oberligaspiele bestritten, sodass er in seiner Karriere insgesamt auf 209 Meisterschaftsspiele in der höchsten DDR-Spielklasse kam. Dabei erzielte er für Dresden 50 und für Berlin 26 Tore.